# Gary Mauer
Gary Mauer (...) è un tenore e attore statunitense, noto soprattutto per aver ricoperto il ruolo del Fantasma dell’Opera nell’omonimo musical di Andrew Lloyd Webber sia a Broadway che nel Tour degli Stati Uniti.
Gary aveva già lavorato a Broadway in precedenza, dove ha interpretato Raoul de Chagny in The Phantom of the Opera dal 1997 al 2001 e Enjolras in Les Misérables. Tra il 30 aprile e 19 maggio 2007, Gary ha ricoperto il ruolo del Fantasma dell'Opera a Broadway, sostituendo Howard McGillin.
Ha ricoperto ruoli di spicco anche in molte produzioni regionali, tra le quali quella di Jesus Christ Superstar, in cui interpretava Gesù.
Oggi vive in New Jersey con la moglie, il soprano Elizabeth Southard, e i due figli.
Gary ha pubblicato un album da solista, intitolato This Is the Moment, in cui ha inciso alcune celebri canzoni di musical, come “The Music of the Night” e “Bring Him Home”. Gary può essere ascoltato anche negli album “Faboulos Phantom” e “Bravo, Broadway!”.